# Nipponithyris afra
Nipponithyris afra är en armfotingsart som beskrevs av Cooper 1973. Nipponithyris afra ingår i släktet Nipponithyris och familjen Dallinidae. Inga underarter finns listade i Catalogue of Life.